# Nachamps
Nachamps est une commune du sud-ouest de la France, située dans le département de la Charente-Maritime (région Nouvelle-Aquitaine). Ses habitants sont appelés les Nachamptais et les Nachamptaises.

## Géographie
Cette commune qui appartient au canton de Saint-Jean-d'Angély est l'une des plus petites de son canton.

### Communes limitrophes
|            |            | Courant |
| Puyrolland | Nachamps   | Landes  |
|            | Saint-Loup |         |

## Urbanisme

### Typologie
Au 1er janvier 2024, Nachamps est catégorisée commune rurale à habitat dispersé, selon la nouvelle grille communale de densité à 7 niveaux définie par l'Insee en 2022.
Elle est située hors unité urbaine. Par ailleurs la commune fait partie de l'aire d'attraction de Saint-Jean-d'Angély, dont elle est une commune de la couronne,. Cette aire, qui regroupe 37 communes, est catégorisée dans les aires de moins de 50 000 habitants,.

### Occupation des sols
L'occupation des sols de la commune, telle qu'elle ressort de la base de données européenne d’occupation biophysique des sols Corine Land Cover (CLC), est marquée par l'importance des territoires agricoles (100 % en 2018), une proportion identique à celle de 1990 (100 %). La répartition détaillée en 2018 est la suivante : 
terres arables (83,4 %), zones agricoles hétérogènes (11,3 %), prairies (5,3 %). L'évolution de l’occupation des sols de la commune et de ses infrastructures peut être observée sur les différentes représentations cartographiques du territoire : la carte de Cassini (XVIIIe siècle), la carte d'état-major (1820-1866) et les cartes ou photos aériennes de l'IGN pour la période actuelle (1950 à aujourd'hui).

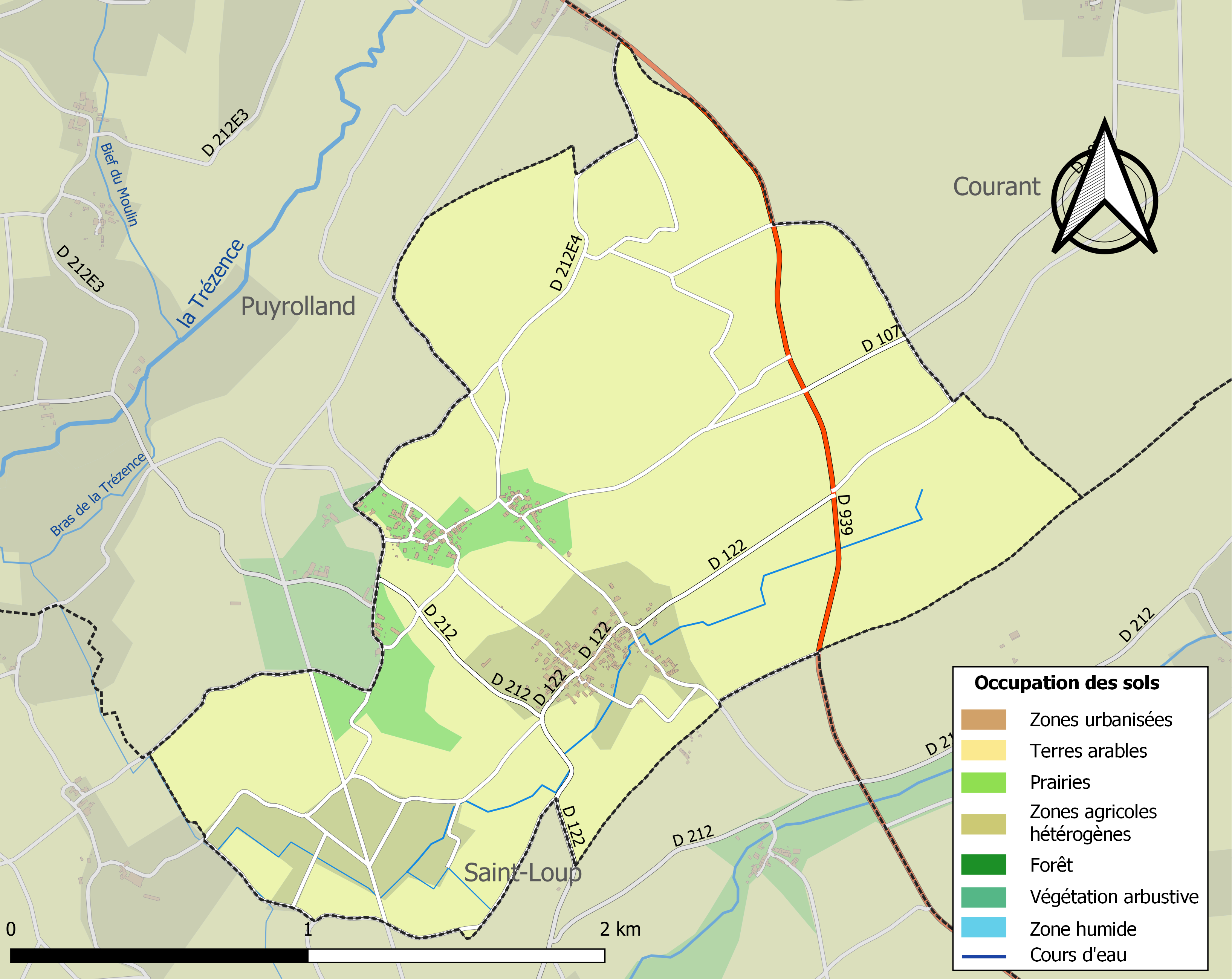
Carte des infrastructures et de l'occupation des sols de la commune en 2018 (CLC).

### Risques majeurs
Le territoire de la commune de Nachamps est vulnérable à différents aléas naturels : météorologiques (tempête, orage, neige, grand froid, canicule ou sécheresse), inondations, mouvements de terrains et séisme (sismicité modérée). Il est également exposé à un risque technologique, le transport de matières dangereuses. Un site publié par le BRGM permet d'évaluer simplement et rapidement les risques d'un bien localisé soit par son adresse soit par le numéro de sa parcelle.

#### Risques naturels
Certaines parties du territoire communal sont susceptibles d’être affectées par le risque d’inondation par débordement de cours d'eau. La commune a été reconnue en état de catastrophe naturelle au titre des dommages causés par les inondations et coulées de boue survenues en 1982, 1983, 1993, 1999, 2010 et 2013,.

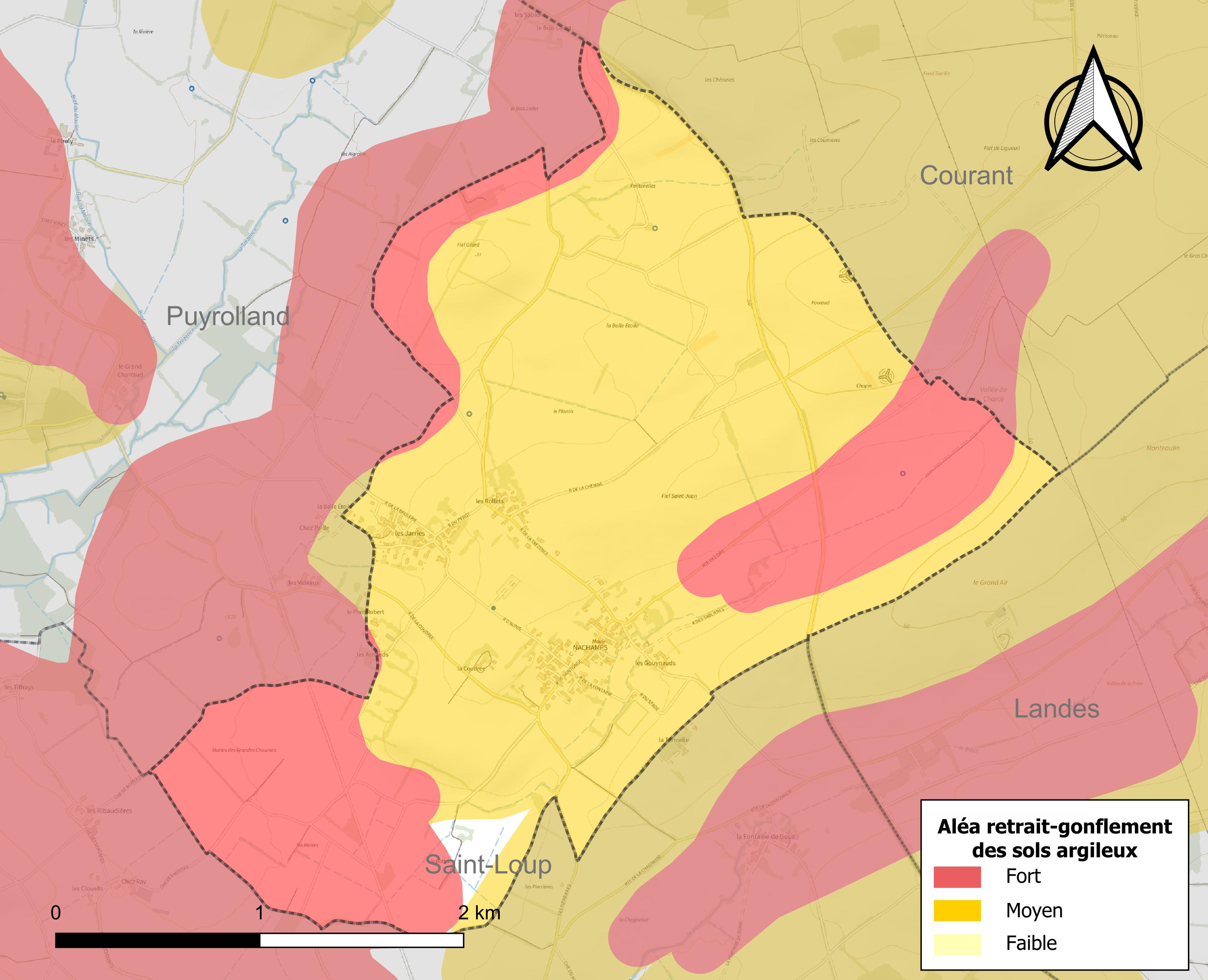
Carte des zones d'aléa retrait-gonflement des sols argileux de Nachamps.

Les mouvements de terrains susceptibles de se produire sur la commune sont des affaissements et effondrements liés aux cavités souterraines (hors mines) et des tassements différentiels. Par ailleurs, afin de mieux appréhender le risque d’affaissement de terrain, l'inventaire national des cavités souterraines permet de localiser celles situées sur la commune.
Le retrait-gonflement des sols argileux est susceptible d'engendrer des dommages importants aux bâtiments en cas d’alternance de périodes de sécheresse et de pluie. 98,9 % de la superficie communale est en aléa moyen ou fort (54,2 % au niveau départemental et 48,5 % au niveau national). Sur les 135 bâtiments dénombrés sur la commune en 2019, 135 sont en aléa moyen ou fort, soit 100 %, à comparer aux 57 % au niveau départemental et 54 % au niveau national. Une cartographie de l'exposition du territoire national au retrait gonflement des sols argileux est disponible sur le site du BRGM,.
Par ailleurs, afin de mieux appréhender le risque d’affaissement de terrain, l'inventaire national des cavités souterraines permet de localiser celles situées sur la commune.
Concernant les mouvements de terrains, la commune a été reconnue en état de catastrophe naturelle au titre des dommages causés par des mouvements de terrain en 1983, 1999 et 2010.

#### Risques technologiques
Le risque de transport de matières dangereuses sur la commune est lié à sa traversée par une ou des infrastructures routières ou ferroviaires importantes ou la présence d'une canalisation de transport d'hydrocarbures. Un accident se produisant sur de telles infrastructures est susceptible d’avoir des effets graves sur les biens, les personnes ou l'environnement, selon la nature du matériau transporté. Des dispositions d’urbanisme peuvent être préconisées en conséquence.

## Administration
| Période                                  | Période          | Identité        | Étiquette | Qualité                 |
| ---------------------------------------- | ---------------- | --------------- | --------- | ----------------------- |
| Les données manquantes sont à compléter. |                  |                 |           |                         |
| 2001                                     | 1er octobre 2014 | Jackie Calleau  |           |                         |
| 11 octobre 2014                          | 2020             | Georges Monbrun | SE        | Ingénieur à la retraite |
| 2020                                     | En cours         | Corinne Laffond |           |                         |

Comme il l'avait annoncé lors de la campagne pour les municipales de 2014, Jackie Calleau a démissionné le 1er octobre 2014, après 6 mois de son troisième mandat. Son premier adjoint, Georges Monbrun, a été élu maire par le conseil municipal le 11 octobre 2014.

## Histoire
L'histoire de Nachamps remonterait à l'époque préhistorique. En effet deux sites sont répertoriés : La Tonnelle et La Vallée du Charcé, au sud-est du bourg pour le premier et au nord-est pour le second.
La tradition orale véhicule l'idée que Nachamps s'est déplacée. En effet, dans l'Antiquité, cette fontaine a peut-être été entourée d'habitations, car des pierres ont été retrouvées sur ce site par des agriculteurs. Selon les habitants de la commune, elle pourrait marquer l'emplacement de l'ancien Nachamps, qui se serait donc déplacé au cours du temps. La fontaine, qui a aussi servi de lavoir, est connue depuis des temps très anciens et un grand nombre de personnes viennent s'y approvisionner en eau de consommation. Le trop-plein du bassin s'écoule dans des fossés qui suivent les chemins et rejoint la Trézence.
La commune est dotée d'une église (rénovée en 1991) avec des éléments des XIIe, XVIIe et XVIIIe siècles mais aussi une cloche datée de 1641.
Le logis dit Logis de Nachamps, datable du XVIIIe siècle, relevait jadis de la grande aumônerie de Saint-Jean d'Angély. Au XVIIIe siècle, celui-ci était aux mains de la famille d'Anglars, qui semble l'avoir conservé jusqu'à la Révolution. Pourtant en 1780, une annonce de mise en vente parue dans les Affiches de La Rochelle semble indiquer que ce logis appartenait alors à une certaine famille Campet.
La commune de Nachamps est dotée d'une source d'eau potable située au nord, sur le site des Fontenelles. La légende veut que le village primitif ait été déplacé de ce site vers son lieu actuel. Une seconde fontaine, située au Pré-Cadet, porte la date 1820. Il s'agit d'un puits en ogive doté d'un escalier intérieur tournant. Celui-ci a récemment été restauré avec la participation du conseil général de la Charente-Maritime.
Une autre fontaine, située à proximité du cours d'eau Le Charcé, a fait l'objet d'une réunion du conseil municipal en 1864. Cette réunion avait pour but le rétablissement de la fontaine de "Charsez", car d'après une enquête menée durant 20 jours, il s'est avéré que celle-ci était "d'utilité publique" et que les travailleurs et propriétaires étaient privés de l'eau qu'ils recevaient jadis.
Une note retrouvée en mairie, datant du 12 février 1940, fait état de la distribution de la lumière sur la commune. Cette police d'abonnement signée entre la société d'électricité de Surgères et la commune de Nachamps mentionne l'installation de 3 lampes, les taxes mensuelles, les frais accessoires-.
Il faut également mentionner que la mairie de Nachamps a été dotée de l'électricité en 1926.
D'après le recensement de la municipalité datant de 1838, "l'activité économique" de Nachamps était assurée par 122 cultivateurs, 10 tisserands, 5 charpentiers, 4 sabotiers, 3 meuniers, 2 forgerons, 2 tailleurs, 2 lingères, 6 filles à gages, 35 ménagères, 2 marchands, 1 cantonnier, 1 garde-champêtre, 1 teinturier, 1 domestique, 1 scieur de long, 1 mendiante, 1 pensionnée, 1 couturière, un retraité, 1 médecin, 1 instituteur et "2 fous.
En 1843, il a été procédé publiquement et en mairie à l'attribution des travaux pour la construction d'un terrain scolaire d'entraînement et de jeux.
Lors de l'inventaire de la commune, 14 dates ont été relevées sur différents bâtiments. Celles-ci, très espacées dans le temps, débutent du XVIIe siècle jusqu'au XXe siècle (de 1641 à 1945). D'autres datations nous ont été transmises par les habitants (1632 et 1920) et 4 (des XXe et XXIe siècles) ont été trouvées dans de la documentation d'archives.

## Population et société

### Démographie
La population de Nachamps a évolué au fil des années.
L'évolution du nombre d'habitants est connue à travers les recensements de la population effectués dans la commune depuis 1793. Pour les communes de moins de 10 000 habitants, une enquête de recensement portant sur toute la population est réalisée tous les cinq ans, les populations de référence des années intermédiaires étant quant à elles estimées par interpolation ou extrapolation. Pour la commune, le premier recensement exhaustif entrant dans le cadre du nouveau dispositif a été réalisé en 2006.

En 2022, la commune comptait 204 habitants, en évolution de +3,55 % par rapport à 2016 (Charente-Maritime : +4,04 %, France hors Mayotte : +2,11 %).
| 1793 | 1800 | 1806 | 1821 | 1831 | 1836 | 1841 | 1846 | 1851 |
| ---- | ---- | ---- | ---- | ---- | ---- | ---- | ---- | ---- |
| 334  | 345  | 378  | 392  | 434  | 421  | 431  | 442  | 438  |

| 1856 | 1861 | 1866 | 1872 | 1876 | 1881 | 1886 | 1891 | 1896 |
| ---- | ---- | ---- | ---- | ---- | ---- | ---- | ---- | ---- |
| 407  | 433  | 423  | 454  | 470  | 426  | 376  | 369  | 320  |

| 1901 | 1906 | 1911 | 1921 | 1926 | 1931 | 1936 | 1946 | 1954 |
| ---- | ---- | ---- | ---- | ---- | ---- | ---- | ---- | ---- |
| 342  | 316  | 337  | 291  | 259  | 254  | 276  | 262  | 235  |

| 1962 | 1968 | 1975 | 1982 | 1990 | 1999 | 2006 | 2011 | 2016 |
| ---- | ---- | ---- | ---- | ---- | ---- | ---- | ---- | ---- |
| 189  | 180  | 172  | 201  | 190  | 211  | 217  | 199  | 197  |

| 2021 | 2022 | - | - | - | - | - | - | - |
| ---- | ---- | - | - | - | - | - | - | - |
| 198  | 204  | - | - | - | - | - | - | - |

D'après le recensement de 1990 la commune dispose de 76 résidences principales, 28 résidences secondaires, 11 logements vacants et 1 habitation mobile, soit 116 habitations. Sur ce nombre, 37, maisons ont le chauffage central, 55 utilisent du bois, 32 se chauffent à l'électricité, 17 fonctionnent au mazout, 6 au gaz et enfin 5 foyers utilisent le charbon.

### Vie associative
La vie associative est représentée sur la commune par l'association Nachamps'anime, le Foyer Rural Puyrolland-Nachamps, l'Association Communale de Chasse Agréée (ACCA) et le Football Club de Nachamps.

## Équipements et patrimoine rural

### Équipements municipaux
La municipalité est également dotée d'équipements collectifs comprenant un terrain de football, une aire de jeux pour enfants, un terrain de pétanque et une aire de pique-nique (à la fontaine de Fontenelle) ainsi que des éléments structurants comme un parking (à proximité de la mairie) et une place publique (à côté de l'église).
Sur la place de l'église s'élève le monument aux Morts, à la mémoire des 11 habitants de la commune morts pour la France au cours de la Première Guerre mondiale. Ce monument, conçu par M. Méchin de Saintes, est érigé en 1928, pour une somme de 2 000 francs, d'après une décision prise par le conseil municipal, le 19 mars 1922. Outre le monument aux morts situé à proximité de l'église, la commune a fait édifier un second édifice dédié quant à lui à l'appel du 18 juin 1940 et aux anciens combattants d'AFN.

### Patrimoine
La commune de Nachamps présente certaines caractéristiques rurales, son église Saint-Nicolas, la fontaine du Pré-Cadet nouvellement restaurée, la fontaine de Fontenelle avec sa source d'eau potable au milieu des espaces verdoyants, ses murets parcellaires du site de la Coudrée.

#### Fontaine du Pré-Cadet
Au Pré-Cadet, se trouve un puits en ogive avec un escalier tournant (peut-être à étage). Le linteau en pierre de taille porte des inscriptions ainsi qu'une date 1820. La clef de voûte en pierre de taille également mi-gravée d'une croix. Récemment, la commune a décidé d'engager un programme de restauration de cette fontaine, avec le concours du conseil général de Charente-Maritime et le service patrimoine des vals de Saintonge, sous l'égide de l'architecte des Bâtiments de France.

#### Église Saint Nicolas
En l'an mil, cette église est donnée à l'abbaye Saint-Cyprien de Poitiers. Selon les époques, elle portera successivement les noms de Notre-Dame de Nachamps, Sainte-Marie de Nachamps, puis Saint-Nicolas. Incendiée durant les guerres de Religion, elle est reconstruite, puis sera restaurée en 1991. La façade, limitée par deux contreforts plats, est ornée d'un portail à deux voussures et le pignon, percé d'une ouverture, porte la cloche, A l'intérieur, la nef, qui date du XIIe siècle, est percée d'une fenêtre romane du côté nord. La partie la plus ancienne est le chœur où les murs ont 1,20 mètre d'épaisseur ; il est limité du côté de la nef par quatre piliers quadrangulaires surmontés d'une simple moulure.

## Personnalités liées à la commune
- Martin Touzeau (1919-2006), résistant français, Compagnon de la Libération, mort et inhumé à Nachamps.

### Galerie

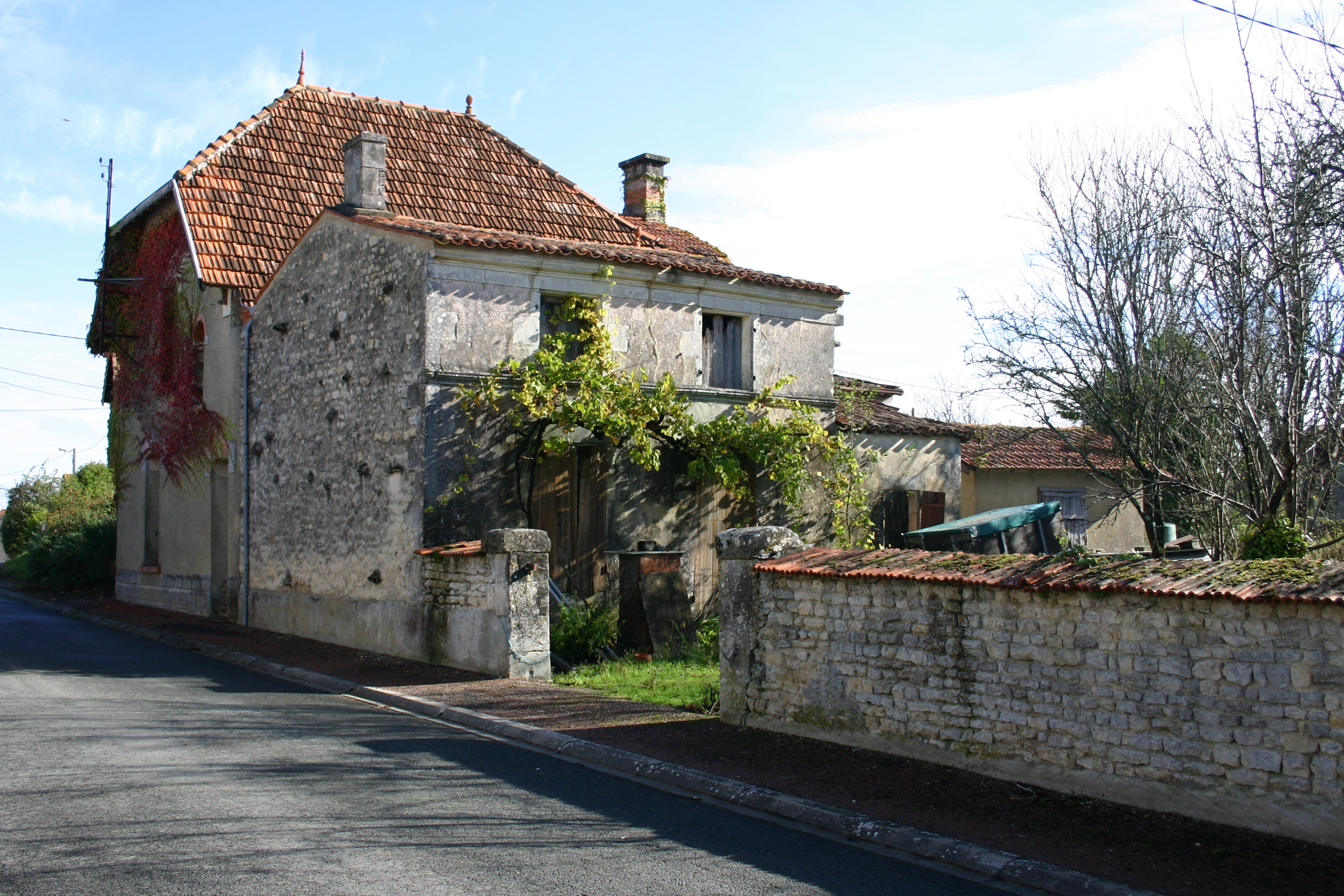
Maisons à Nachamps.
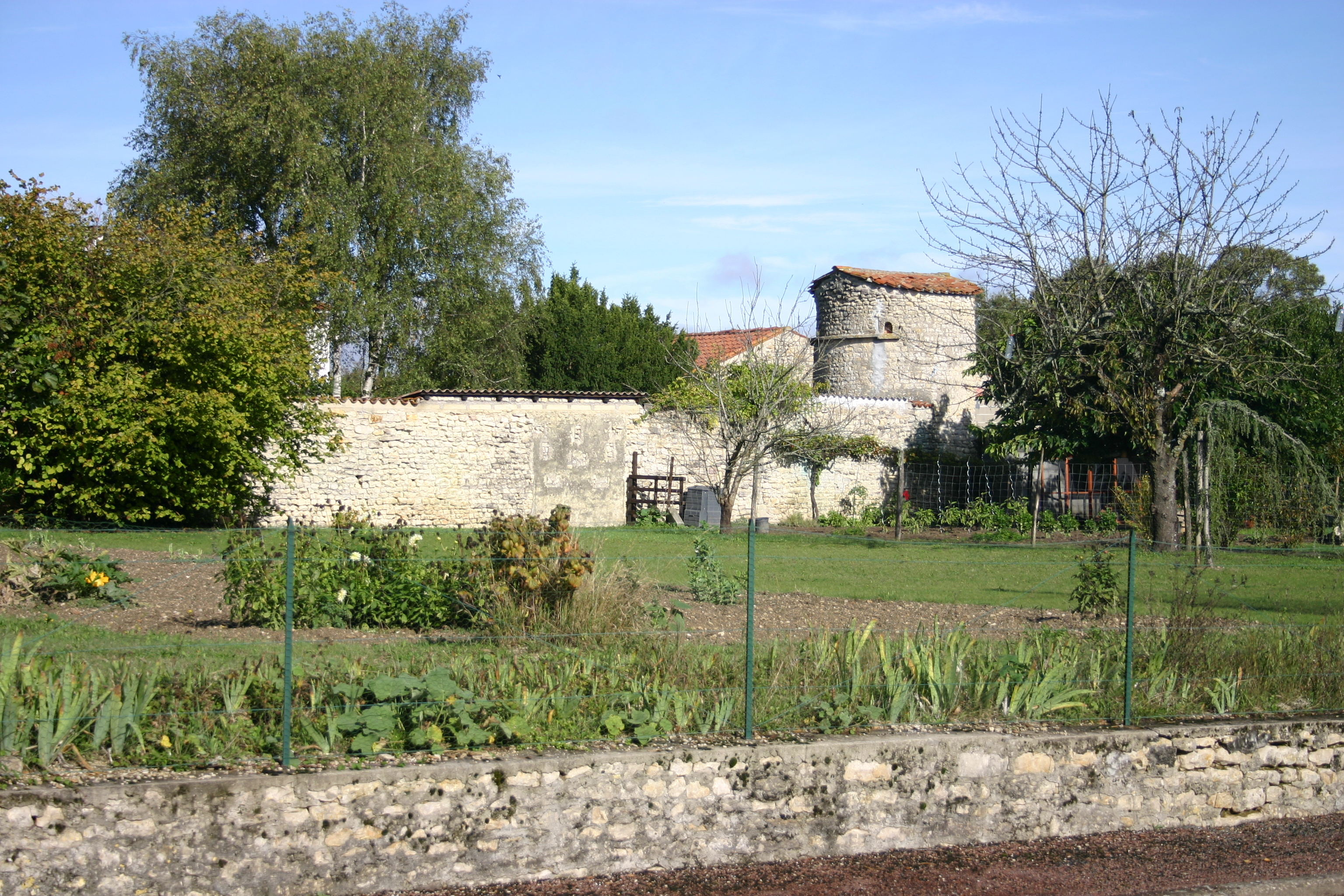
Jardins.
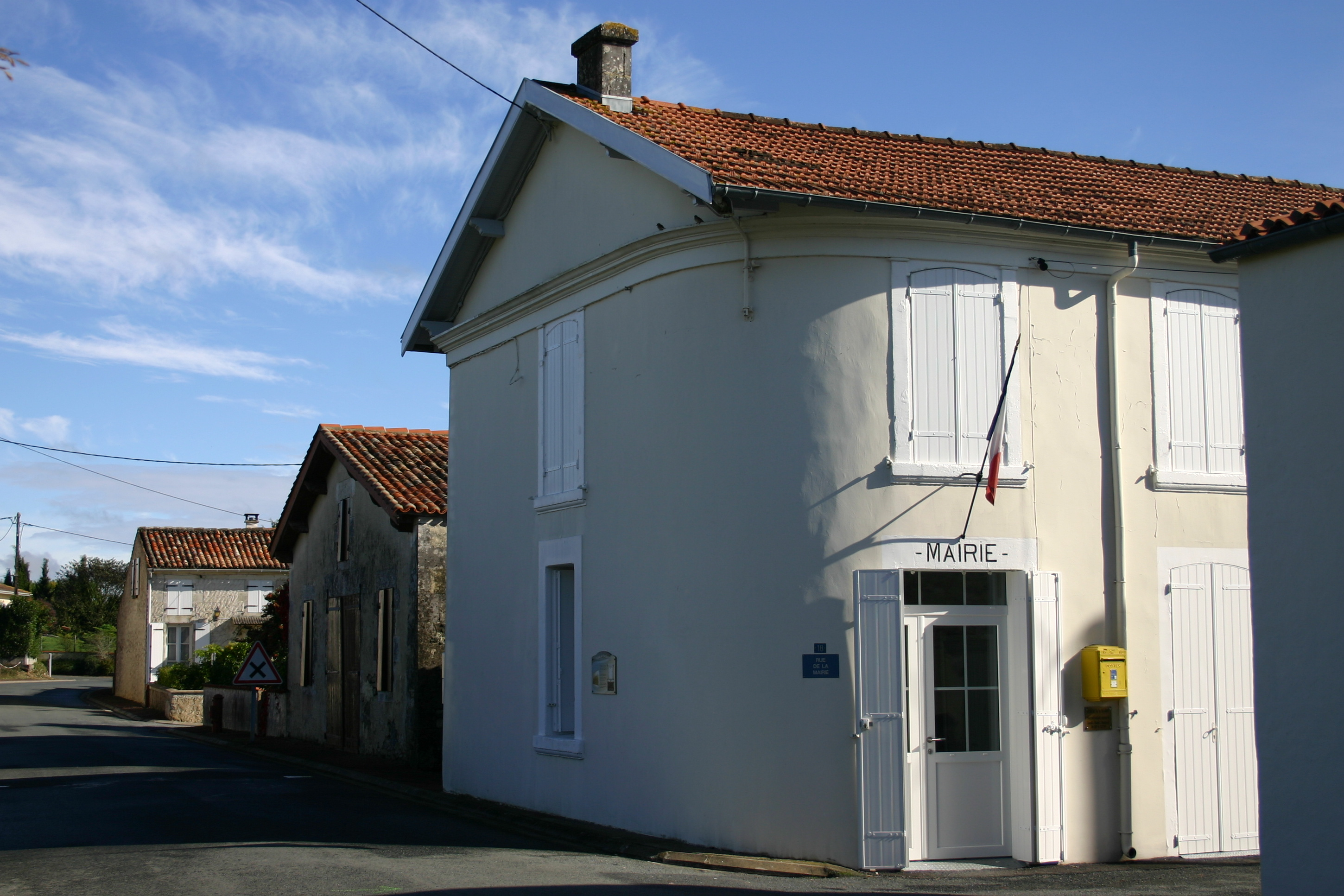
La mairie de Nachamps.
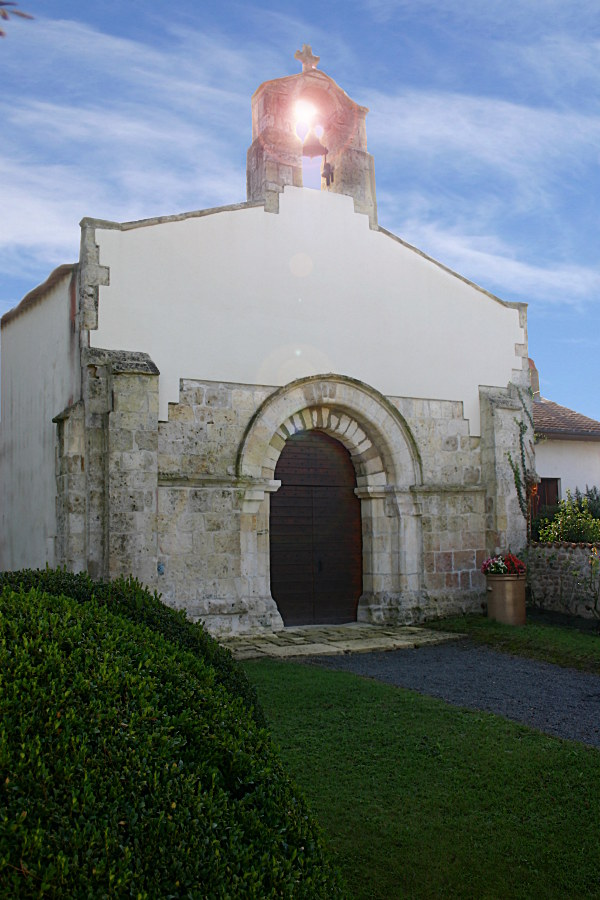
L'église Notre-Dame.